# Temné
«  Temne » redirige ici. Pour le peuple temné, voir Temnés.
Cette page contient des caractères spéciaux ou non latins. S’ils s’affichent mal (▯, ?, etc.), consultez la page d’aide Unicode.
Le temné ou timné (autre transcriptions :  temen, themne, timene, timmannee) est une langue appartenant à la branche atlantique de la famille des langues nigéro-congolaises. Elle est parlée dans la province du Nord en Sierra Leone par près d’un million et demi de personnes comme langue maternelle, et par moins d’un million comme langue véhiculaire. C’est la langue du peuple temné.

## Écriture
Le temné s’écrit avec l’alphabet latin. Il y a eu différentes conventions orthographiques mais les écoles de Sierra Leone utilisent maintenant une seule orthographe. L’alphabet est fondé sur l’alphabet africain de référence avec des digrammes.
| Majuscules | A | Ʌ/Ȧ | b | d | e | Ɛ | Ə | f | Gb | H | I | K | L | M | N | Ŋ | O | Ɔ | P | R | S | T | Th | U | W |
| Minuscules | a | ʌ/ȧ | b | d | e | ɛ | ə | f | gb | h | i | k | l | m | n | ŋ | o | ɔ | p | r | s | t | th | u | w |

Le ʌ est utilisé dans l’alphabet révisé de 1984, cependant certains auteurs utilisent plutôt le ȧ ou d’autres auteurs le remplacent par a ou ə.

## Prononciation
|           | Antérieures | Centrales | Postérieures |
| --------- | ----------- | --------- | ------------ |
| Fermé     | i           |           | u            |
| Mi-fermé  | e           | ə         | o            |
| Mi-ouvert | ɛ           | ʌ         | ɔ            |
| Ouvert    |             | a         |              |

La voyelle conventionnellement transcrite /ʌ/, une voyelle mi-ouverte postérieure non arrondie, est plutôt une voyelle mi-ouverte postérieure non arrondie /ɜ/ ou une voyelle pré-ouverte centrale /ɐ/.
Les diphthongues suivantes sont utilisées : /uɪ, oɪ, ɔɪ, ʌɪ, aɪ, eɪ/,.
|                     | Bilabiales | Bilabiales | Labio- dentales | Labio- dentales | Dentales | Dentales | Alvéolaires | Alvéolaires | Palatales | Palatales | Vélaires | Vélaires | Labio- vélaires | Labio- vélaires | Glottales | Glottales |
| ------------------- | ---------- | ---------- | --------------- | --------------- | -------- | -------- | ----------- | ----------- | --------- | --------- | -------- | -------- | --------------- | --------------- | --------- | --------- |
| Occlusives          | p          | b          |                 |                 | t̪        |          | t           | d           |           |           | k        |          | ɡb              |                 |           |           |
| Nasales             |            | m          |                 |                 |          |          |             | n           |           |           |          | ŋ        |                 |                 |           |           |
| Affriquées          |            |            |                 |                 |          |          |             |             | tʃ        |           |          |          |                 |                 |           |           |
| Fricatives          |            |            | f               |                 | s        |          | ʃ           |             |           |           |          |          |                 |                 | h         |           |
| Spirantes           |            |            |                 |                 |          |          |             |             |           | j         |          |          |                 | w               |           |           |
| Spirantes latérales |            |            |                 |                 |          |          |             | l           |           |           |          |          |                 |                 |           |           |

### Tons
Le temné est une langue tonale avec le ton haut et le ton bas. Plusieurs auteurs identifient le ton montant et le ton descendant, cependant l’analyse de Sullay M. Kanu et Benjamin V. Tucker de 2010 n’identifie que les tons haut et bas, :
- ‹ bi › /bì/ « trou », ‹ bi › /bí/ « noir » ;
- ‹ ba › /bà/ « avoir », ‹ ba › /bá/ « pondre des œufs ».

En plus d’avoir une fonction lexical, le ton a aussi une fonction grammaticale, par exemple :
- ‹ ɛmɛs › /ɛ̀mɛ̀s/ « œufs », ‹ ɛmɛs › /ɛ́mɛ̀s/ « les œufs » ;
- ‹ ɛseth › /ɛ̀sèt̪/ « maisons », ‹ ɛseth › /ɛ́sèt̪/ « les maisons ».

Le temné a aussi un abaissement tonal non distinctif, une séquence de tons haut-bas-haut où le second ton haut est plus bas que le premier par exemple /ɛ́.mùná/ « les pommes de terres », ou un abaissement tonal distinctif, une séquence de deux tons haut-haut où le second ton haut est plus bas que le premier sans l’intervention d’un ton bas par exemple /ɛ́.fɔ́f/ « la dispute ».